# Endophragmiella lauri
Endophragmiella lauri är en svampart som beskrevs av P.M. Kirk & C.M. Kirk 1982. Endophragmiella lauri ingår i släktet Endophragmiella och familjen Helminthosphaeriaceae.   Inga underarter finns listade i Catalogue of Life.